# Пухнастий Ісус (Ecce Homo)
Пухнастий Ісус (лат. Ecce Mono — Це мавпочка) — спільна живописна робота іспанського художника Еліаса Гарсіа Мартінеса (1858—1934) і 80-річної парафіянки Сесилії Гіменес, що знаходиться у храмі Милосердя в місті Борха, провінція Сарагоса, Іспанія. Парафіянка з дозволу настоятеля церкви з 2010 по 2012 рік реставрувала фреску початку XX століття на євангельський сюжет «Ecce Homo» («Це людина»). Результат її роботи багатьма фахівцями був визнаний «найгіршою реставрацією в історії живопису». Вийшло зображення, що нагадує волохату мавпу, швидко ставши відомим.

## Історія виникнення та реакція
Оригінальне зображення було нанесене на стіну церкви близько 1930 року Еліасом Гарсія Мартінесом, професором школи мистецтв Сарагоси. Його нащадки досі живуть у Сарагосі і їм було відомо, що стан зображення з часом значно погіршився. Онука художника зробила пожертву на реставрацію фрески незадовго до того, як було виявлено, що роботу було радикально змінено з невдалою спробою відреставрувати її.
Коли стало відомо про намір зчистити роботу Гіменес і повернути фреску до вихідного стану, це спричинило протести. Було подано петицію на захист відреставрованого зображення, в якій вказувалося, що робота літньої парафіянки набагато цінніша і цікавіша за оригінал столітньої давності. «Пухнастого Ісуса» називали яскравим зразком примітивізму і навіть порівнювали з творами Гойї, Мунка і Модільяні.
Новина про спотворене зображення поширилася світом у серпні 2012 року через засоби масової інформації та соціальні мережі, що швидко призвело до статусу інтернет-феномену. Відреставровану версію жартома назвали «Ecce Mono» («Це Мавпочка»).
Коментатор Forbes висловив думку, що «невміла реставрація» представляє «незаангажоване бачення спасителя однією жінкою». У вересні 2012 року мистецька група Wallpeople представила сотні версій нового зображення на стіні біля Центру сучасного мистецтва у Барселоні. Організатор прокоментував, що «Сесилія створила поп-ікону».
Влітку 2012 року фреску огородили, церква стала проводити до неї екскурсії, стягуючи за них символічну плату. Дізнавшись про це, Сесілія Гіменес вирішила вимагати у церкви частину коштів, зібраних від туристів. Адвокат Гіменес повідомив, що частка прибутків потрібна їй для благодійної діяльності для підтримки хворих на м'язову дистрофію, оскільки її син хворіє цією хворобою. У 2016 році число туристів у містечку зросло до 57000. На грошові пожертви було засновано будинок для літніх людей.